# Macromesus
Macromesus ist die einzige Gattung der Hautflüglerfamilie Macromesidae. Die Gattung wurde  1848 von dem englischen Entomologen Francis Walker erstbeschrieben. Die Typusart ist Macromesus amphiretus Walker, 1848. Das Originalmaterial von Walker am British Museum of Natural History war lange Zeit verschollen. Der englische Entomologe Marcus William Robert de Vere Graham führte 1959 die Unterfamilie Macromesinae innerhalb der Pteromalidae ein. Bei der Suche in verschiedenen Insektensammlungen des Museums wurde Graham schließlich 1961 fündig und bestätigte seine zwei Jahre zuvor verfasste Deutung der Gattung. Burks et al. (2022) führten aufgrund molekularbiologischer und morphologischer Studienergebnisse eine Revision der Pteromalidae und verwandter Erzwespenfamilien durch, in deren Rahmen die Unterfamilie Macromesinae aus der Familie Pteromalidae ausgegliedert wurde und in den Rang einer Familie erhoben wurde.

## Merkmale
Burks et al. (2022) beschreiben die Familie Macromesidae anhand folgender morphologischer Eigenschaften. Die Fühler der Weibchen weisen 10 Geißelglieder auf, während die der Männchen 11 besitzen. Zwischen der malaren (auf der Wange gelegenen) Längsfurche (Sulcus) und dem Torulus (Fühlerbasis) befindet sich im Gesicht eine zweite Längsfurche. Der Clypeus ist ohne eine quer gerichtete subapikale Furche. Das Labrum ist annähernd rechteckig und verdeckt. Es weist einen Randborstenreihe auf. Die Mandibeln besitzen 3 Zähne. Die subforaminale Brücke ist mit Postgena und mit Ausnahme der kleinen postgenalen Brücke dorsal zum Hypostoma von der unteren Tentoriumsbrücke getrennt. Das Mesoscutellum ist mit einem frenalen Arm seitlich angedeutet sowie mit axillularer Carina (Kiel) oder Sulcus (Längsfurche). Der mesopleurale Bereich ist ohne erweitertem Acropleuron. Das Propodeum weist ein Stigma auf, dessen Abstand vom propodealen Vorderrand größer als seine Länge ist. Die vorderen und hinteren Beine besitzen 5 Tarsenglieder (Tarsomere), während die mittleren Beine nur 4 Tarsenglieder aufweisen. Der protibiale Sporn ist kräftig und gebogen. Der basitarsale Kamm ist längs gerichtet. Das Metasoma ist mit Syntergum und daher ohne Epipygium (Subgenitalplatte).

## Verbreitung
Die Gattung ist in der Paläarktis, in der Afrotropis, in der Orientalis, in der Nearktis und in Australasien verbreitet.

## Lebensweise
Die Vertreter der Gattung Macromesus sind parasitisch lebende Hautflügler. Zu den Wirten der Gattung Macromesus gehören an Koniferen holzbohrende Rüsselkäferlarven aus der Unterfamilie der Borkenkäfer (Scolytinae) sowie aus der Gattung Cylindrocopturus.

## Innere Systematik
Der Gattung Macromesus sind folgende Arten zugeordnet:
- Macromesus africanus Ghesquiere, 1963 – Marokko
- Macromesus americanus Hedqvist, 1960 – Arizona, Kalifornien, Oregon (USA)
- Macromesus amphiretus Walker, 1848 – Europa, Iran
- Macromesus brevicornis Yang, 1996 – China
- Macromesus cryphali Yang, 1996 – China
- Macromesus filicornis (Delucchi, 1956) – Kongo
- Macromesus fulvicoxa (Girault, 1925) – Queensland (Australien)
- Macromesus harithus Narendran, 2001 – Jammu und Kashmir (Indien)
- Macromesus huanglongnicus Yang, 1996 – China
- Macromesus javensis Hedqvist, 1968 – Java (Indonesien)
- Macromesus mediterraneus Bachmaier, 1973 – Korsika
- Macromesus persicae Yang, 1996 – China